# Салоніцький фронт
Салонікський фронт 1915—1918 — фронт бойових дій, що виник у Першу світову війну в жовтні-листопаді 1915 року після висадки в Салоніках, на території Грецького королівства, британо-французького експедиційного корпусу. Фронт створений для надання допомоги сербській армії і спільної боротьби із австро-німецько-болгарським наступом на Королівство Сербія.

## Відкриття Салонікського фронту
Спочатку експедиційний корпус складався з 5 британських та 3 французьких дивізій, всього 150 тисяч осіб, під командуванням генерала Моріса Саррая. Пізніше корпус був розгорнутий у Східну армію, якою з грудня 1917 року командував генерал Адольф Гільйом, а з червня 1918 року — генерал Луї Франше д'Еспере. Впродовж 1916 року в склад армії були включені 2-га Особлива російська піхотна бригада (генерал-майора Михайла Дітеріхса) і 4-та російська Особлива бригада (приблизно 18 тисяч осіб під командуванням генерал-майора Леонтьєва).
Суперечності між країнами Антанти і прагнення перекласти один на одного основний тягар цієї операції призвели до того, що допомога союзників була недостатньою і запізнілою. До кінця 1915 року Королівство Сербія було окуповане, а британо-французькі війська відійшли в район міста Салоніки. Союзникам протистояли дві болгарські армії, посилені німецькими частинами — всього 13 піхотних дивізій.

## 1916 рік
За умовами договору з Румунським королівством, за яким воно повинно було вступити у війну на боці Антанти, союзники запланували в серпні 1916 року наступ російсько-румунських військ на південь від Дунаю, а Салонікської армії (5 британських, 4 французьких, 6 сербських, 1 італійська піхотні дивізії і 1 російська піхотна бригада) — у напрямку річки Вардар і Струма. Превентивний наступ болгарських військ 17 серпня значно послабив Салоникську армію. Її наступ, розпочатий 1 вересня, закінчився в листопаді 1916 року виходом союзних військ на лінію Гевгелія (Джевджелія) — Корча і заняттям району Монастира.
17 серпня, в день укладення угоди з Королівством Румунія, болгари самі перейшли в наступ на армії генерала Саррая, завдавши ударів одночасно по обом слабким флангам союзників у районі Дойран і в Західній Македонії. Швидкому наступу болгар сприяло збереження нейтралітету Грецією. В цей час в останній розгорнулась відкрита конфронтація між політичним табором роялістів, прихильників короля Костянтина І, і лібералів, прихильників прем'єр-міністра Елефтеріоса Венізелоса. Останні виступали за необхідність негайного вступу Королівства Греція у війну, король навпаки бажав якомога довше зберігати за Грецією нейтралітет. Зрештою політична боротьба обернулась Національним розколом для Королівства Греція.
У момент прибуття військ генерала Дітеріхса на Салонікський фронт невдало вступило у війну Румунське королівство, яке отримало ряд поразок. Військам Салонікського фронту довелося терміново рятувати нового «союзника», і Верховний командувач міжсоюзницькими військами генерал Саррай кинув 2-у особливу бригаду на ліквідацію прориву болгар, які зуміли випередити наступ всього Салонікського фронту на підтримку Королівству Румунія.
На фракійському узбережжі болгари утвердилися на східному березі річки Струми і зайняли грецькі міста Серрес і Драму, а 24 серпня зайняли порт Кавала, вийшовши на узбережжі Егейського моря. Французька республіка здачу Кавали розцінила як зрадництво з боку грецького уряду і союзному флоту довелося вибивати болгарський загін з порту Кавали за допомогою артилерії.
Незабаром став очевидним характер демонстрації болгарського наступу на цьому напрямі, і що основний удар болгарами наноситься в напрямку на Монастир-Острово, проти Сербської армії. 1-а болгарська армія атакувала ліве крило 3-тої сербської армії і відкинула сербів до Костура від Лерін, а лівий фланг Дунайської дивізії до Островського озера. Сербам довелося залишити Флорину, Баницю, а 23 серпня болгари захопили лінію висот у районі Моглени. В результаті болгарам вдалося охопити з двох сторін угруповання союзних військ.
Такий стан турбував Саррая, який зібрав 20 серпня у себе всіх старших воєначальників союзних контингентів. На нараді обговорювалося питання про термінове зосередження всіх сил на напрямку болгарських ударів і перехід самим у наступ на західному, сербському напрямку.
На загрозливу ділянку сербське командування перекинуло Вардарську дивізію і 1-шу Тімокську бригаду зі складу 2-ї армії. На лівому фланзі, на південь від озера Острово, Саррай хотів створити сильну групу в складі 2-ї французьких дивізій і російської 2-ю особливої бригади під загальним командуванням Командувача французької Східної армією генерала Кордоньє. У завдання цього угруповання входило обійти правий фланг болгар, наступаючи вздовж хребта Баба Нарецка на Флорину і Монастир.
Незважаючи на важкі гірські умови, в яких доводилося вести наступ, 17 вересня 1916 року союзники оволоділи ключовою позицією на підступах до Монастира — містом Флорина, і одна з цілей наступу була досягнута — розпочався відступ болгар на північ.

## 1917—1918 роки
Незначні тактичні результати досягнуті союзниками на Салонікському фронті при наступі в квітні 1917 року. Рішучий перелом у положенні на фронті досягнутий в результаті наступу Салонікської армії, розпочатого 15 вересня 1918 року. На кінець операції болгарські війська і 11-а німецька армія розбиті, і 29 вересня Болгарське царство капітулювало. Союзні війська перервали комунікації між Німецькою імперією і Османською імперією і отримали можливість для нанесення флангового удару по Центральним державам, що стало початком розгрому австро-німецької коаліції.